# 罗店红十字纪念碑
罗店红十字纪念碑，是上海市文物保護單位之一，位於中國上海市寶山區羅店鎮羅太路352弄15號陳伯吹中學內。纪念碑建於1946年，後在1984年重建，用作紀念四名在淞滬會戰期間殉職的中國紅十字會上海分會戰地救護隊隊員，是中國大陸唯一一座為紅十字運動烈士而建立的紀念碑（截至2016年3月）。紀念碑在1984年獲上海市人民政府宣佈為上海市抗日戰爭紀念地；2014年，上海市人民政府把抗日戰爭紀念地調整為上海市文物保護單位，紀念碑亦因而成為上海市文物保護單位之一。

## 歷史

### 背景：红十字会救护队人員殉職經過
1937年8月，淞沪会战爆发，侵华日军进攻上海罗店，中国红十字会上海分会為此组织了战地救护队。同月23日，中国空军飞行员苑金函在空战中弹受傷，戰機被毀，降落在罗店近郊地區。红十字会上海分会第一救护队副队长苏克己率領助醫刘中武、護士谢惠贤、護士陈秀芳等队員到場抢救；四人把苑金函送至戰地醫院，並為他施行緊急手術。
手术完成後，救护队獲中國守军通知，得知阵地附近发现日军兵員，需迅速撤离；於是，苏克己、刘中武與两名工友用擔架床抬着傷者苑金函一同撤離，匿藏至一個猪圈，陈秀芳和谢惠贤則在後方高举中国红十字会会旗。在距離罗店镇两里路处，三名乔装成农民的日军兵員持枪喝令一行人停步，苏克己便用日語表明他們是红十字救护队。日军兵員俘虜了救护队队员，攫去他們的臂章，迫令他們下跪，並虐打队員、凌辱女护士；在激憤之下，苏克己把药囊擲向日军兵員，被日军乱刀殺死。谢惠贤和刘中武同被枪杀，陈秀芳獲救後伤重而死，亦有部分队员成功逃脱，而傷者苑金函則倖免一死。

### 纪念碑的建立、重建與保護
抗日戰爭結束後的1946年2月，中国红十字会总会决定為四名殉職的救護隊人員建立纪念碑；纪念碑原名為中华民国红十字总会上海分会第一救护队抗日殉难烈士纪念碑，位於四人殉職原址，在同年10月12日落成揭幕，並举行揭幕典礼，是中國大陸唯一一座為红十字运动烈士而建立的纪念碑（截至2016年3月）。纪念碑揭幕的消息獲多份報章報導。
1981年6月，由於纪念碑年久失修，宝山县民政局在罗店中学（现陈伯吹中学）西北角重新建立一座纪念碑。1984年，上海市文物管理委员会重建纪念碑，把舊有的纪念碑原样放大，另立於舊碑西侧15米外的位置，重立的纪念碑在1985年9月3日（抗日战争胜利40年周年纪念日）正式落成。纪念碑後來又在2000年进行了修缮工作。
罗店红十字纪念碑在1984年獲上海市人民政府宣佈為上海市抗日战争纪念地。2014年，上海市人民政府把抗日战争纪念地调整为上海市文物保護單位，纪念碑亦因而成為上海市文物保護單位之一。

## 結構及設計
重建前的罗店红十字纪念碑高5.65米，碑底平台佔地229.4平方米；重建後的纪念碑高8.33米、四周边长3.3米，碑底平台长14米、宽12.7米，設計與原碑相同，為原样放大。纪念碑正面刻有「中华民国红十字会总会第一救护队抗战殉难烈士纪念碑」的隶书阴刻字樣，側面刻上了蘇克己、劉中武、謝惠賢、陳秀芳四人殉職的經過，東、西兩面镶有四人的瓷像。